# Hubbard (Nebraska)
Pour les articles homonymes, voir Hubbard.
Hubbard est un village du comté de Dakota, dans l'État du Nebraska, aux États-Unis. En 2020, il comptait une population de 153 habitants.